# Hiệp hội hãng hàng không giá rẻ châu Âu
Hiệp hội hãng hàng không giá rẻ châu Âu (tiếng Anh = European Low Fares Airlines Association, viết tắt là ELFAA) là tổ chức được thành lập năm 2002 để đại diện cho quyền lợi của các hãng hàng không giá rẻ của châu Âu trước Liên minh châu Âu và các tổ chức quốc tế khác của châu Âu.

## Các hội viên
- Clickair
- Norwegian Air Shuttle
- Flybe
- EasyJet
- Jet2
- Sverigeflyg
- Wizz Air
- Ryanair
- Sterling Airlines
- transavia.com
- Myair

## Hội viên cũ
- Hapagfly (nay là TUIfly)
- HLX.com (nay là TUIfly)